# (473082) 2015 HF138
(473082) 2015 HF138 es un asteroide perteneciente al cinturón de asteroides, descubierto el 1 de noviembre de 2008 por el equipo del Mount Lemmon Survey desde el Observatorio del Monte Lemmon, Arizona, Estados Unidos.

## Designación y nombre
Designado provisionalmente como 2015 HF138.

## Características orbitales
2015 HF138 está situado a una distancia media del Sol de 2,646 ua, pudiendo alejarse hasta 2,816 ua y acercarse hasta 2,476 ua. Su excentricidad es 0,064 y la inclinación orbital 4,184 grados. Emplea 1572 días en completar una órbita alrededor del Sol.

## Características físicas
La magnitud absoluta de 2015 HF138 es 17.